# Pošťák Pat
Pošťák Pat (v anglickém originále Postman Pat) je britský animovaný seriál pro děti předškolního věku. Vypráví o dobrodružných příhodách poštovního doručovatele Pata Cliftona. Odehrává se ve smyšleném městečku Greendale.
Prvních 13 epizod seriálu mělo premiéru v roce 1981 na britské stanici BBC1. Na úspěšnou první sérii navázala v roce 1996 série druhá, ve které se poprvé objevila i Patova rodina. V roce 2004 měla premiéru další série, která do seriálu přinesla mnoho nových aspektů.

## Vysílání v ČR
V Česku byl seriál postupně odvysílán celý. V roce 2005 se na ČT1 premiérově vysílala 1. a 2. série, v letech 2006 a 2008 se odvysílala také 3. a 4. série. 5. série byla odvysílána na Minimaxu v roce 2010. Pár dílů z 1. a 2. série odvysílala v roce 2010 také TV Barrandov, která použila dabing od ČT s Tomášem Rackem, ale zachovala původní anglickou znělku.

## Děj
Každá epizoda seriálu popisuje dobrodružství Pata Cliftona, přátelského venkovského poštovního doručovatele, a jeho černobílého kocoura Freda (v českém překladu pro Bontonfilm a v originálním znění vystupuje jako Jess), jak doručují poštu po celém údolí Greendale (v české verzi Zelená Dolina). Z počátku si Pat dělá svou práci, ale téměř vždy je vyrušen nečekanou a problematickou situací, kterou musí vyřešit.
V nových epizodách, Pošťák Pat - Zvláštní zásilková služba, je Pat povýšen na vedoucího Zvláštní zásilkové služby. V každé epizodě řeší speciální úkoly, od záchrany uprchlé krávy až po doručování obří kostky ledu. Ve své nové roli dojíždí Pat do nedalekého města Pencaster pro své speciální zásilky do zdejšího Mail Centre. Pošťák Pat má také novou flotilu vozidel zahrnující vrtulník, Kamion, Jeep a motorku s postranním vozíkem pro Freda.

## Postavy
- Pat Clifton - pošťák bydlící v idylickém městečku Greendale. Žije v rodinném domku se svou milující ženou Sárou, jejich šestiletým synem Julianem a černobílým kocourem Fredem. Je to velmi šťastný muž. Pracuje ve Zvláštní zásilkové službě pro města Greendale a sousední Pencaster. Pat miluje svou práci. S Fredem po boku je všude vítaným hostem. Ať už řídí svou spolehlivou červenou poštovní dodávku nebo pilotuje vrtulník, vždy dělá svou práci pečlivě a svědomitě. Je jednou z opor své komunity - dobrý soused, který vždy rozradostní den a pro vlídné slovo nebo pomocnou ruku nemá daleko. Rád si s každým popovídá, a to zejména nad šálkem čaje.
- Fred (v originálním znění Jess) - je Patovým věrným parťákem. Ode dne, kdy přišel do jeho domu jako kotě, stali se z nich nerozluční kamarádi. S odhodlaným mňau, kývnutím hlavy nebo cuknutím vousků, pomáhá Patovi překonat jakoukoliv výzvu doručit cokoli, kdykoli a kdekoli! Závěr volného dne rybí večeří dělá z Freda toho nejšťastnějšího kocoura.
- Julian - šestiletý syn Pata a jeho ženy Sáry. Je společenský, tráví čas s přáteli, se kterými zažívá mnohá nezapomenutelná dobrodružství. Julian je vášnivým fotbalovým fanouškem, a to zejména pokud jde o jeho oblíbený klub Pencaster United.
- Sára - oddaná Patova manželka pečující o rodinu. Pracuje v kavárně na vlakovém nádraží Greendale. Je to moderní máma, která všechno zvládne. Dokáže upéct dort zasluhující si první cenu nebo vytvořit suprový kostým dinosaura. Když Patovi není dobře, převezme doručování zásilek za něj. Stejně jako Pat má ráda konverzaci.
- Policejní strážník Arthur Selby - do Greendalu se přestěhoval z Londýna. Má rád policejní práci. Myslí si, že je to ta nejlepší na světě! Jeho sedmiletá dcera Lucy je nejlepší kamarádkou Sarah Gilbertsonové. Má ráda malování a kreslení.
- Aram Bains - spolu se svou rodinou se do Greendalu přestěhoval, když se snažil obnovit Greendaleskou Raketu. Stali se populárními spoluobčany. Nisha, jeho manželka, provozuje spolu se Sárou Cliftonovou kavárnu na vlakovém nádraží. Má syna Nikhila a dceru Meeru, která je nejlepší kamarádkou Juliana Cliftona.
- Alf Thompson - spolu se svou rodinou, manželkou Dorothy a synem Billem, vlastní statek na Tompson Ground. Chovají ovce, krávy a kozy, které zaměstnávají Alfa po celý den. Dorothy prodává vlastní med na tržišti v Pencasteru. Bill velmi rád pomáhá s prací na statku, ale tajně sní o tom, jak se jednou stane rockovou hvězdou!
- Ted Glen - Grenndaleský kutil a vynálezce. Nejraději něco kutí ve své garáži a vynalézá nové stroje.
- Paní Gogginsová - vede místní poštu a malý obchůdek. Pochází ze Skotska, ale sama se považuje za původní obyvatelku Greendalu. Má malého West Highland teriéra, který ji připomíná dětství ve Skotku.
- Taylorovi - noví obyvatelé města Pencaster. Ben pracuje spolu s Patem v třídícím centru zásilek. Lauren vyučuje na vesnické škole v Greendalu. Jejich dcera Lizzie je má ráda sport a nejraději hraje basketbal vozíčkářů.
- Reverend Timms - místní pan farář. Je velice zaneprázdněn organizací všech aktivit v Greendalu - od soutěže v pouštění draků až po každoroční Jarní ples na stále populárnější květinové show.
- Amy Wrigglesworth - nová veterinární lékařka. Miluje všechny zvířata, především ale svého poníka Pumpkina.
- Dr. Gilbertsonová - místní lékařka. Pochází z Walesu a do Greendalu se přestěhovala po studiích. Její dcera Sarah je šíleně zamilovaná do poníků a zároveň nejlepší kamarádkou Lucy Selbyové.
- Charlie Pringle - žije se svým otcem Jeffem v Greendalu. Je velmi chytrý, miluje matematiku a počítače. A až vyroste, chce se stát vývojářem PC her.
- Michael Lam - vynikající čínský kuchař. Provozuje pojízdný obchod a kavárnu.

## Český dabing
| Dabing ČT                            | Dabér                                                 |
| ------------------------------------ | ----------------------------------------------------- |
| Pat                                  | v 1. a 2. sérii Tomáš Racek od 3. série Tomáš Juřička |
| Sára                                 | Eva Hrušková                                          |
| Julian                               | Inka Šecová                                           |
| Ted Hron                             | Libor Terš                                            |
| Alf Toman                            | Libor Terš                                            |
| Paní Novotná                         | Eva Hrušková/ Inka Šecová                             |
| Strážce Slezák                       | Libor Terš                                            |
| Aram (v dabingu pro Bontonfilm Adam) | Otto Rošetský/ Petr Gelnar                            |
| Farář Tichý                          | Libor Terš/ Otto Rošetský                             |
| Nisha                                | Marcela Kyselová                                      |
| Meera (v dabingu ČT Mína)            | Eva Hrušková                                          |

- Překlad: Dylan Saint German
- Zpěv: Marek Valenta, ve 4. sérii také Jaroslav Beneš a David Bouška
- Dramaturgie: Magdalena Sedláková
- Produkce: Marcela Tůmová a Tomáš Kotalík
- Mistr zvuku: Ladislav Krýsl a Arnošt Doležel
- Dialogy a režie: Iva Valentová

České znění vyrobilo Centrum tvorby pro děti a mládež, Česká televize 2005, 2006 a 2008

### Zajímavosti
- 1. sérii daboval pouze jeden dabér a to Tomáš Racek.
- Počet dabérů se rozšiřoval postupně od 2. série.